# Save My Pride
Save My Pride är en låt av Alexander Bard och Anders Hansson. Låten är mest känd som en Alcazar-låt, då låten fanns med som ett bonusspår på Alcazars sista "vanliga" album Alcazarized från 2003 , och som ett vanligt spår på samlingsalbumet "Dancefloor Deluxe". 
2007 släppte dock BWO, där just Alexander Bard och Anders Hansson finns med som låtskrivare och producenter, en egen version av låten på singel.  Låten finns med på gruppens tredje album Fabricator. 

## Listplaceringar

### BWO
| Lista (2007) | Position |
| ------------ | -------- |
| Finland      | 6        |
| Sverige      | 19       |

### Fotnoter
1. ↑  ”Svensk mediedatabas”. http://smdb.kb.se/catalog/id/001552269. Läst 26 maj 2011.
2. ↑  ”Svensk mediedatabas”. http://smdb.kb.se/catalog/id/001432969. Läst 26 maj 2011.
3. ↑  ”Svensk mediedatabas”. http://smdb.kb.se/catalog/id/002100571. Läst 26 maj 2011.
4. ↑  ”Svensk mediedatabas”. http://smdb.kb.se/catalog/id/002123786. Läst 26 maj 2011.
5. ↑  Placeringar på den finländska singellistan
6. ↑  Placeringar på den svenska singellistan